# Rosh Hashanah
Rosh hashanah (hebraisk: ראש השנה) betyder direkte oversat "årets hoved" og er det jødiske nytår. I jødedommen er rosh hashanah en ganske alvorlig jødisk fest. Her gør man status over det forgange år og søger om tilgivelse for sine synder.

## De 10 bodsdage
Rosh hashanah indleder perioden i det jødiske år, der kaldes "De 10 bodsdage". Man forestiller sig Gud som dommer; det jødiske folk dømmes efter deres gerninger i det år, der er gået, og deres straffe/belønninger vil blive udmøntet i form af deres skæbner for det kommende år. 
I løbet af de 3 første timer af rosh hashanah skriver Gud sine domme ned i Livets bog. Derefter er der 10 dage til at få Gud til at ændre sin beslutning. Dette betyder altså, at hvis man har været et dårligt menneske og syndet over for sine medmennesker, må man nu råde bod på det, hvis man ønsker at blive indskrevet til et godt år (heraf den hilsen, jøder ønsker hinanden godt nytår med: "Leshana tova tiktevu vetahtemu" – "må du blive indskrevet til et godt år").

## To slags synder
Et er de synder man begår over for sine medmennesker, et andet er de synder, man begår over for Gud. Der skelnes klart mellem synder over for Gud og synder over for sine medmennesker. Man kan således ikke få tilgivelse hos Gud for en synd begået overfor en anden person, og omvendt ikke få tilgivelse hos et menneske for et brud på en lov, der vedrører forholdet til Gud.

## Tilgivelse
Tilgivelse, eller "teshuvah", som det hedder på hebraisk, er det afgørende tema for de ti bodsdage. Dette gøres gennem bod og bøn. Fælles for så godt som alle de bønner, der læses i de ti bodsdage, er, at de er skrevet i flertal. Det jødiske folk står sammen og beder Gud om tilgivelse for "vores synder", som det hedder. Ikke "min", men "vores".
De 10 bodsdage afsluttes med Jom Kippur, forsoningsdagen, hvor Gud forsegler Livets Bog. Herefter er vores skæbner for det kommende år fastlagt. Det kan herefter synes noget svært at begribe, at der i jødedommen er en tro på den fri vilje, men det skal forstås således, at man har en fri vilje til at synde – men så må man også tage den straf, Gud giver en for dette.

## Ritualer på rosh hashanah
Det vigtigste religiøse ritual på rosh hashanah er shofar-blæsningen. En shofar er et vædderhorn, og instrumentet stammer fra historien om Isaks ikke-ofring på Moriah-bjerget. Her beviste patriarken Abraham sin urokkelige tro på Gud, og han blev dermed den første jøde. På rosh hashanah blæses der i vædderhorn for at "vække" jøderne fra deres "slummer" (som det beskrives i det gamle testamente). Det er befalet jøderne i Toraen at blæse i shofar på rosh hashanah. Ritualet er så vigtigt, at glosen "rosh hashanah" slet ikke forekommer i Toraen. Nytåret omtales kun som "Jom Teruah", hornblæsningsdagen.
Et andet ritual på rosh hashanah er, at man spiser æbler dyppet i honning. Æblet er rundt og symboliserer derfor det runde år, mens honning som noget sødt skal vise, at man ønsker sig et godt og sødt kommende år.